# Liste der Biografien/Carn
Liste der Biografien |
Portal Biografien |
Personensuche
# |
A |
B |
C |
D |
E |
F |
G |
H |
I |
J |
K |
L |
M |
N |
O |
P |
Q |
R |
S |
T |
U |
V |
W |
X |
Y |
Z |
?
 
Ca |
Cb |
Cc |
Ce |
Ch |
Ci |
Cj |
Ck |
Cl |
Cm |
Cn |
Co |
Cr |
Cs |
Ct |
Cu |
Cv |
Cw |
Cy |
Cz
 
Caa–Cag |
Cah |
Cai |
Caj |
Cak |
Cal |
Cam |
Can |
Cao–Cap |
Caq |
Car |
Cas |
Cat–Caz
 
Cara |
Carb |
Carc |
Card |
Care |
Carf |
Carg |
Carh |
Cari |
Carj |
Cark |
Carl |
Carm |
Carn |
Caro |
Carp |
Carq |
Carr |
Cars |
Cart |
Caru |
Carv |
Carw |
Cary |
Carz
Die Liste der Biografien führt alle Personen auf, die in der deutschsprachigen Wikipedia einen Artikel haben. Dieses ist eine Teilliste mit 174 Einträgen von Personen, deren Namen mit den Buchstaben „Carn“ beginnt.

## Carn
- Carn, Doug (* 1948), US-amerikanischer Jazzorganist, Komponist und Multiinstrumentalist
- Carn, Jean (* 1947), US-amerikanische Soul-Sängerin, R&B-Sängerin und Jazz-Sängerin
- Carn, M. E. (1808–1862), US-amerikanischer Politiker

### Carna
- Carnabuci, Piero (1895–1958), italienischer Schauspieler
- Carnacina, Daniele, italienischer Filmschaffender
- Carnacina, Luigi (1888–1981), italienischer Koch und Autor
- Carnacina, Stella (* 1955), italienische Schauspielerin und Sängerin
- Carnahan, A. S. J. (1897–1968), US-amerikanischer Politiker
- Carnahan, H. L. (1879–1941), US-amerikanischer Politiker
- Carnahan, Jean (1933–2024), US-amerikanische Senatorin von Missouri
- Carnahan, Joe (* 1969), US-amerikanischer Filmregisseur, Drehbuchautor und FilmproduzentJoe Carnahan (* 1969)

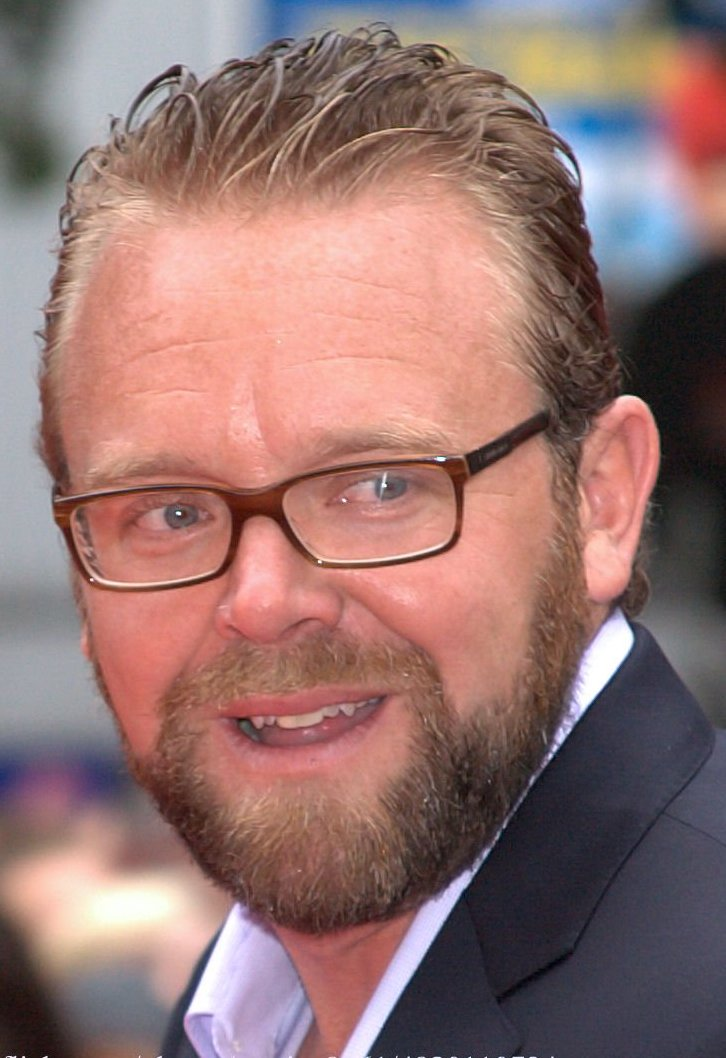
Joe Carnahan (* 1969)

- Carnahan, Matthew Michael, US-amerikanischer Drehbuchautor und Regisseur
- Carnahan, Mel (1934–2000), US-amerikanischer Politiker (Demokratische Partei)
- Carnahan, Robin (* 1961), US-amerikanische Politikerin
- Carnahan, Russ (* 1958), US-amerikanischer Politiker der Demokratischen Partei
- Carnal, Henri (* 1939), Schweizer Mathematiker
- Carnal, Marc (* 1986), Schweizer Schriftsteller
- Carnall, Konrad von (1760–1840), preußischer Generalmajor
- Carnall, Phil (* 1946), britischer Radrennfahrer
- Carnall, Rudolf von (1804–1874), deutscher Bergbau-Ingenieur
- Carnando, Leo Rolly (* 2001), indonesischer Badmintonspieler
- Carnap, Abraham Peter von (1766–1838), Kaufmann und Ratsverwandter in Elberfeld
- Carnap, Carl von (1790–1869), preußischer Generalmajor
- Carnap, Johann Adolf von (1793–1871), deutscher Politiker
- Carnap, Johannes von (1698–1746), Bürgermeister von Elberfeld
- Carnap, Kaspar von (1709–1768), deutscher Politiker und Bürgermeister in Elberfeld
- Carnap, Kaspar von (1755–1823), deutscher Politiker und Bürgermeister von Elberfeld
- Carnap, Peter von (1669–1736), deutscher Politiker und Bürgermeister von Elberfeld
- Carnap, Peter von (1696–1760), Bürgermeister von Elberfeld
- Carnap, Peter von (1823–1904), deutscher Gutsbesitzer und Stadtverordneter in Elberfeld
- Carnap, Peter Wilhelm von (1752–1824), deutscher Kaufmann, Stadtrichter und Bürgermeister
- Carnap, Rudolf (1891–1970), deutsch-amerikanischer Philosoph
- Carnap, Wilhelm von (1680–1749), Bürgermeister von Elberfeld
- Carnap-Bornheim, Claus von (* 1957), deutscher PrähistorikerClaus von Carnap-Bornheim (* 1957)

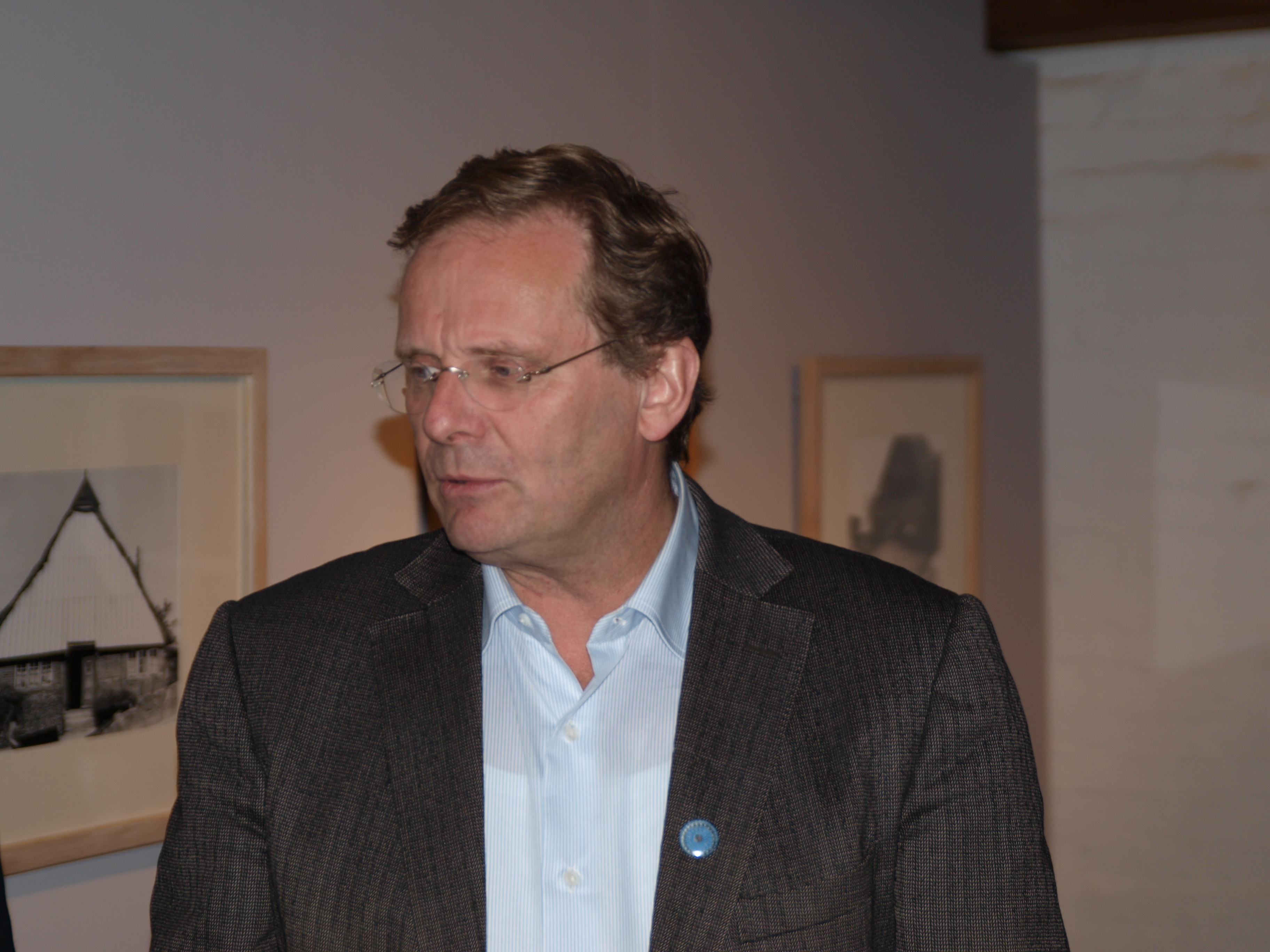
Claus von Carnap-Bornheim (* 1957)

- Carnap-Bornheim, Gerhard von (1795–1865), deutscher Rittergutsbesitzer und preußischer Landrat
- Carnap-Quernheimb, Ernst von (1863–1945), deutscher Afrikaforscher
- Carnap-Quernheimb, Georg von (1826–1910), preußischer Generalleutnant
- Čarnas, Rapolas (1900–1926), litauischer Kommunist
- Carnase, Tom (* 1939), US-amerikanischer Schriftentwerfer, Grafikdesigner, und Typograf
- Carnat, Nicolas (* 1934), Schweizer Politiker (FDP)
- Carnatz, Ingeborg, deutsche Tischtennisspielerin
- Carnaud, Anna (1861–1929), französische feministische Schriftstellerin
- Carnaval, Priscilla (* 1993), brasilianische Radrennfahrerin

### Carnb
- Carnbäck, Patrik (* 1968), schwedischer Eishockeyspieler

### Carne
- Carne, Judy (1939–2015), britische Schauspielerin
- Carné, Louis de (1804–1876), französischer Journalist, Politiker und Historiker
- Carné, Marcel (1906–1996), französischer Filmregisseur
- Carné, Mercedes (1908–1988), argentinische Tangosängerin und Schauspielerin
- Carné-Trécesson, Marine de (* 1963), französische Diplomatin
- Cârneci, Carmen Maria (* 1957), rumänische Komponistin und Dirigentin
- Carneghem van Weghen, Achilles Eduard (1886–1981), belgisch-deutscher Ingenieur, Kaufmann, Unternehmer
- Carnegie, Andrew (1835–1919), US-amerikanischer Industrieller, Stahlmagnat, damals reichster Mensch und PhilanthropAndrew Carnegie (1835–1919)

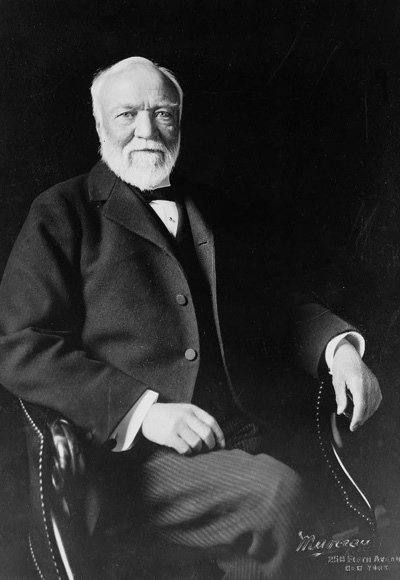
Andrew Carnegie (1835–1919)

- Carnegie, Dale (1888–1955), US-amerikanischer Schriftsteller und Persönlichkeitstrainer
- Carnegie, David (1871–1900), britisch-australischer Entdecker
- Carnegie, David, 11. Earl of Northesk (1901–1963), britischer Peer und Skeletonfahrer
- Carnegie, David, 14. Earl of Northesk (1954–2010), britischer Peer
- Carnegie, David, 4. Duke of Fife (* 1961), britischer Peer
- Carnegie, Gillian (* 1971), britische Künstlerin
- Carnegie, Hattie (1889–1956), österreichisch-amerikanische Schmuck- und Modedesignerin
- Carnegie, James, 3. Duke of Fife (1929–2015), britischer Adeliger, Mitglied der britischen königlichen Familie, sowie ein Urenkel von König Eduard VII.
- Carnegie, John, 1. Earl of Northesk († 1667), schottischer Adliger
- Carnegie, Sholto (* 1995), britischer Ruderer
- Carnegie-Brown, Olivia (* 1991), britische Ruderin
- Carnegy, Elizabeth, Baroness Carnegy of Lour (1925–2010), britische Landwirtin, Akademikerin und Politikerin (Conservative Party)
- Carnegy, Patrick, 15. Earl of Northesk (* 1940), britischer Peer, Autor, Dozent und Musikproduzent
- Carneil, Hussein (* 2003), schwedischer Fußballspieler
- Carneiro de Lima, Natan (* 1990), brasilianischer Fußballspieler
- Carneiro Leitão, Melchior Miguel († 1583), portugiesischer Jesuitenmissionar
- Carneiro, António Soares (1928–2014), portugiesischer General und Präsidentschaftskandidat
- Carneiro, Chico (* 1951), brasilianischer Kameramann, Regisseur, Filmemacher und Fotograf
- Carneiro, Enéas (1938–2007), brasilianischer Politiker
- Carneiro, Francisco (* 1955), angolanischer General und Politiker
- Carneiro, Gonzalo (* 1995), uruguayischer Fußballspieler
- Carneiro, Izaias Maia (* 1975), brasilianischer Fußballspieler
- Carneiro, José Luís (* 1971), portugiesischer Politiker der PS sowie Minister für innere Verwaltung
- Carneiro, Levi (1882–1971), brasilianischer Jurist und Schriftsteller
- Carneiro, Paulo Henrique Filho (* 1989), brasilianischer Fußballspieler
- Carneiro, Robert L. (1927–2020), US-amerikanischer Anthropologe und Ethnologe
- Carneiro, Wilson (* 1930), brasilianischer Hürdenläufer
- Carnell, Arthur (1862–1940), britischer Sportschütze
- Carnell, Bradley (* 1977), südafrikanischer Fußballspieler
- Carnell, Kate (* 1955), australische Politikerin
- Carnelutti, Francesco (1936–2015), italienischer Schauspieler
- Carneo, Antonio (1637–1692), venezianischer Maler des Barock
- Carner, Loyle (* 1994), britischer Grime-Rapper
- Carner, Mosco (1904–1985), österreichisch-britischer Musikologe und Musikkritiker
- Carnera, Luigi (1875–1962), italienischer Astronom und Entdecker vieler Asteroiden
- Carnera, Primo (1906–1967), italienischer Boxweltmeister und Schauspieler
- Carneri, Amalia (1875–1942), österreichische Opernsängerin (Sopran)
- Carneri, Bartholomäus von (1821–1909), österreichischer Philosoph und Politiker
- Carnero, Alberto (* 1962), spanischer Diplomat
- Carnes, Brandon (* 1995), US-amerikanischer Sprinter
- Carnes, Kim (* 1945), US-amerikanische Musikerin und KomponistinKim Carnes (* 1945)

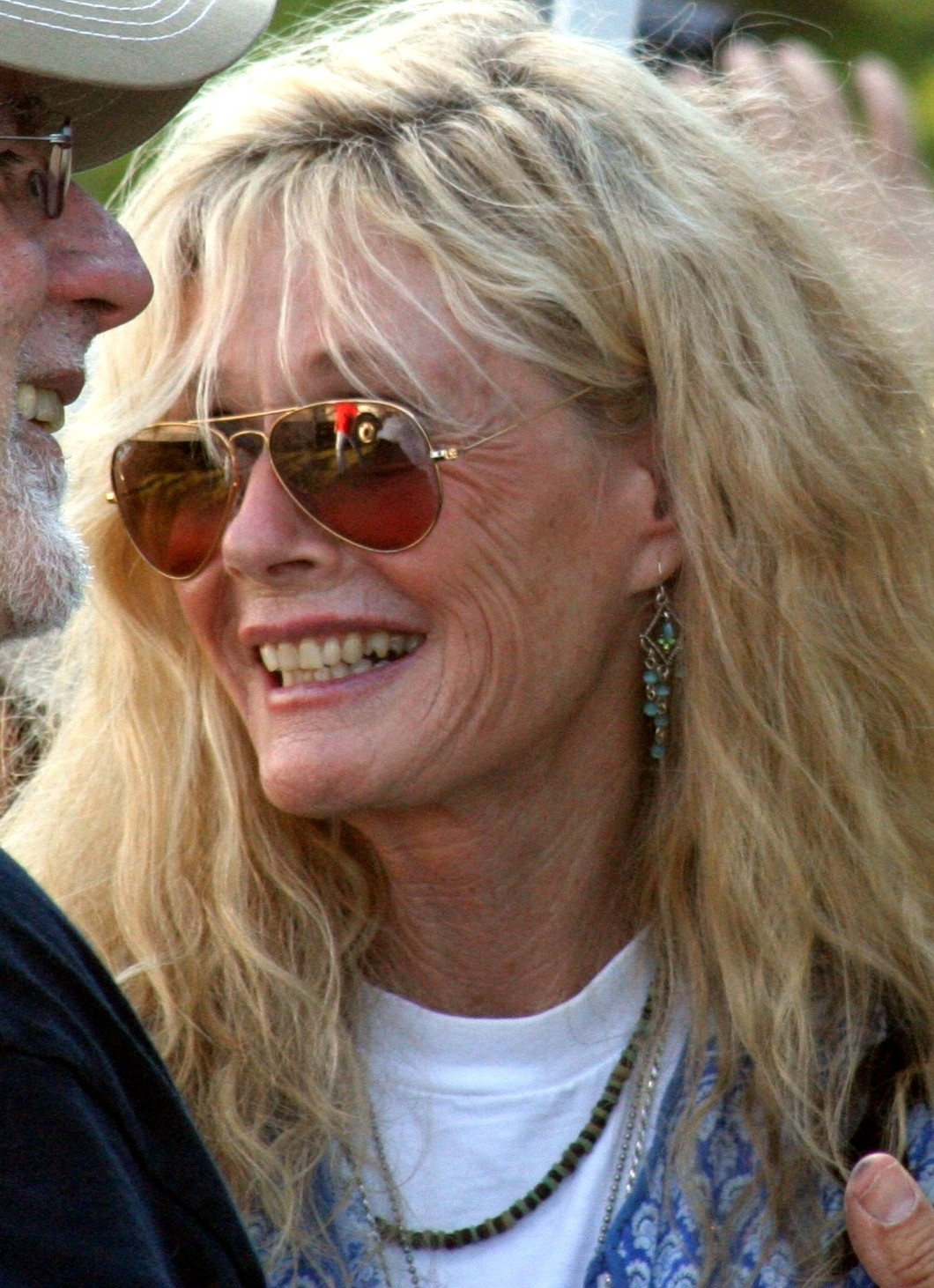
Kim Carnes (* 1945)

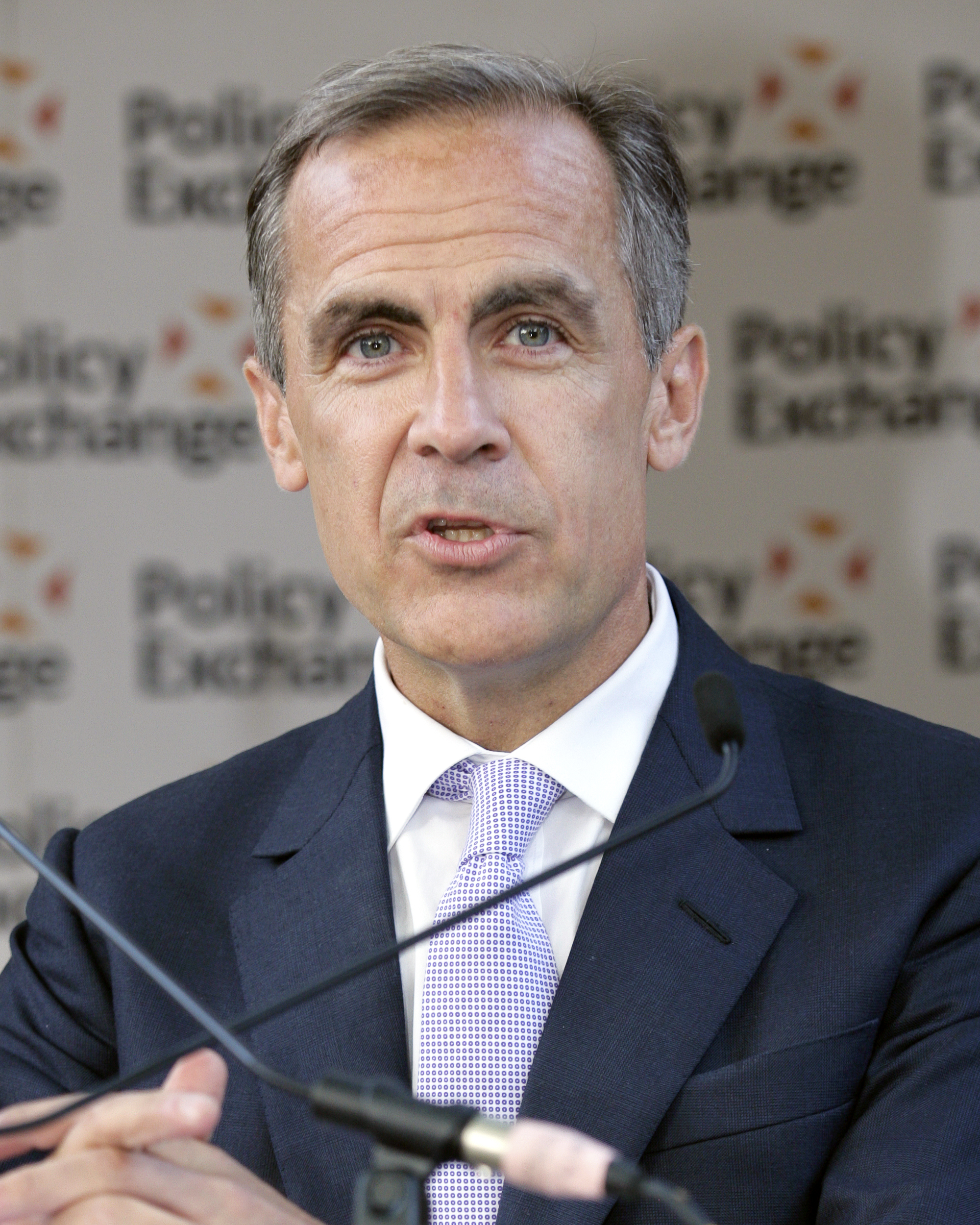
Mark Carney (* 1965)

- Carnes, Ryan (* 1982), US-amerikanischer Schauspieler
- Carnes, Thomas P. (1762–1822), US-amerikanischer Politiker
- Carnesecca, Lou (1925–2024), US-amerikanischer Basketballtrainer
- Carnesecchi, Marco (* 2000), italienischer Fußballtorhüter
- Carnesecchi, Pietro (1508–1567), italienischer Humanist und Märtyrer
- Carneson, Sarah (1916–2015), südafrikanische Gewerkschafterin und Anti-Apartheidsaktivistin
- Carnevale, Andrea (* 1961), italienischer Fußballspieler
- Carnevale, Ben (1915–2008), US-amerikanischer Basketballtrainer
- Carnevale, Frank (* 1959), kanadischer Eishockeyspieler und -trainer
- Carnevale, Giuseppe (* 1978), italienischer Fußballspieler
- Carnevale, Graciela (* 1942), argentinische Konzeptkünstlerin
- Carnevale, Taylor (* 1991), italo-kanadischer Eishockeyspieler
- Carnevali, Daniel (* 1946), argentinischer Fußballspieler
- Carnevali, Davide (* 1981), italienischer Dramatiker, Theaterwissenschaftler, Publizist und Übersetzer
- Carney, Art (1918–2003), US-amerikanischer Filmkomiker und SchauspielerArt Carney (1918–2003)

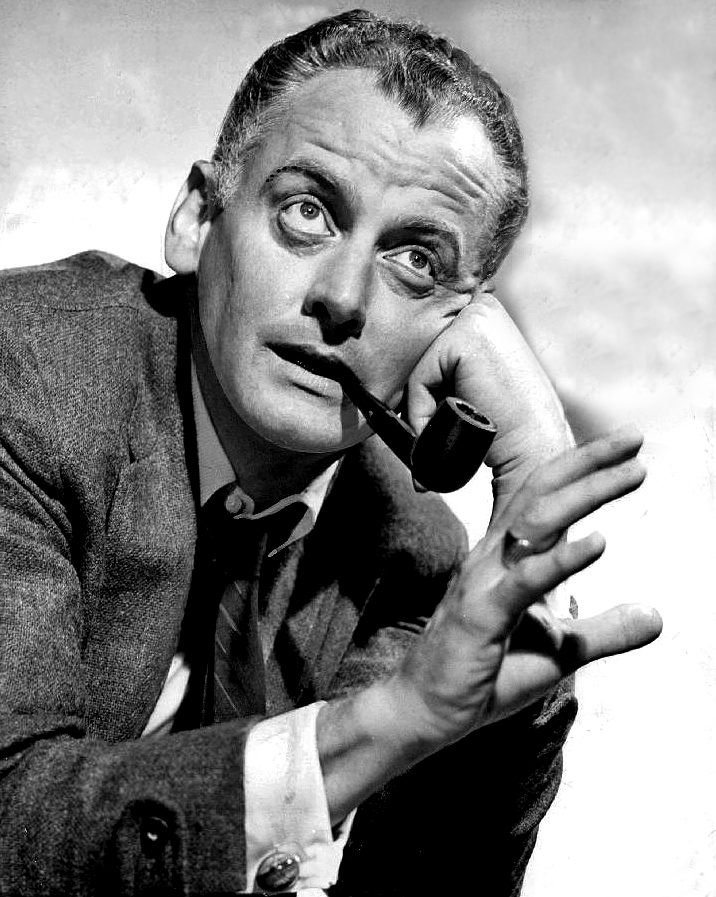
Art Carney (1918–2003)

- Carney, Augustus (1870–1920), US-amerikanischer Schauspieler
- Carney, Bill (1925–2017), US-amerikanischer Jazzmusiker
- Carney, Charles J. (1913–1987), US-amerikanischer Politiker (Demokratische Partei)
- Carney, Chris (* 1959), US-amerikanischer Politiker
- Carney, Daniel (1944–1987), rhodesischer Schriftsteller
- Carney, David (* 1983), australischer Fußballspieler
- Carney, Emily, englische Fußballschiedsrichterassistentin
- Carney, Emma (* 1971), australische Triathletin
- Carney, Francis Patrick (1846–1902), US-amerikanischer Politiker
- Carney, Guadalupe (1924–1983), katholischer Priester, Jesuit, Philosoph, Theologe
- Carney, Harry (1910–1974), US-amerikanischer Jazzsaxophonist
- Carney, James (* 1964), US-amerikanischer Jazzmusiker und Komponist
- Carney, James Francis (1915–1990), kanadischer Geistlicher, Erzbischof von Vancouver
- Carney, Jay (* 1965), US-amerikanischer Journalist und Pressesprecher
- Carney, Jeffrey (* 1963), US-amerikanischer Agent der DDR
- Carney, Jem (1856–1941), englischer Boxer in der Bare-knuckle-Ära
- Carney, John (* 1972), irischer Musiker, Regisseur und DrehbuchautorJohn Carney (* 1972)

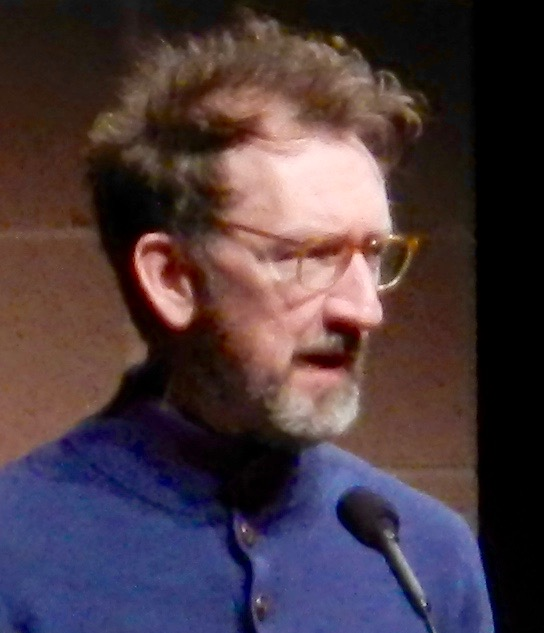
John Carney (* 1972)

- Carney, John C. (* 1956), US-amerikanischer Politiker
- Carney, Karen (* 1987), englische Fußballspielerin
- Carney, Keith (* 1970), US-amerikanischer Eishockeyspieler
- Carney, Len (1915–1996), englischer Fußballspieler
- Carney, Lester (* 1934), US-amerikanischer Sprinter
- Carney, Mark (* 1965), kanadischer BankmanagerMark Carney (* 1965)
- Carney, Michael (* 1982), US-amerikanischer Art Director, Fotograf und Creative Director
- Carney, Pat (1935–2023), kanadische Politikerin, Unterhausmitglied, Bundesministerin, Senatorin
- Carney, Patrick (* 1985), US-amerikanisch-irischer Basketballspieler
- Carney, Ray (* 1947), amerikanischer Filmtheoretiker und -kritiker
- Carney, Reeve (* 1983), US-amerikanischer Schauspieler und Sänger-Songschreiber
- Carney, Robert (1895–1990), US-amerikanischer Offizier, Admiral der United States Navy
- Carney, Steve (1957–2013), englischer Fußballspieler
- Carney, Thomas (1824–1888), US-amerikanischer Politiker
- Carney, Thomas Francis (1931–2006), britisch-kanadischer Althistoriker und Kommunikationswissenschaftler
- Carney, Thomas P. (1941–2019), US-amerikanischer Offizier, Generalleutnant der US Army
- Carney, Timothy M. (* 1944), US-amerikanischer Diplomat
- Carney, William (1942–2017), US-amerikanischer Politiker
- Carney, Winifred (1887–1943), irische Suffragette, Gewerkschafterin und Aktivistin für die irische Unabhängigkeit

### Carni
- Carniani, Teresa (1785–1859), italienische Dichterin, Schriftstellerin und Übersetzerin
- Carniaux, Ryan (* 1980), US-amerikanischer Jazzmusiker
- Carnice, Albert (* 1958), andorranischer Fußballspieler
- Carnicer, Ramon (1789–1855), spanischer Komponist
- Carniel, Elio (1923–1991), österreichisch-italienischer Kameramann
- Carniello, Roberto (1917–2001), italienischer katholischer Bischof
- Carniglia, Luis (1917–2001), argentinischer Fußballspieler und -trainer
- Carnilivari, Matteo, italienischer Architekt
- Carnill, Denys (1926–2016), britischer Hockeyspieler
- Carnimeo, Giuliano (1932–2016), italienischer Filmregisseur

### Carnl
- Carnley, Peter (* 1937), australischer anglikanischer Bischof

### Carno
- Čarnogurský, Ján (* 1944), slowakischer Politiker
- Carnot, Hippolyte (1801–1888), französischer Politiker und Publizist
- Carnot, Lazare Nicolas Marguerite (1753–1823), französischer Offizier, Mathematiker und PolitikerLazare Nicolas Marguerite Carnot (1753–1823)

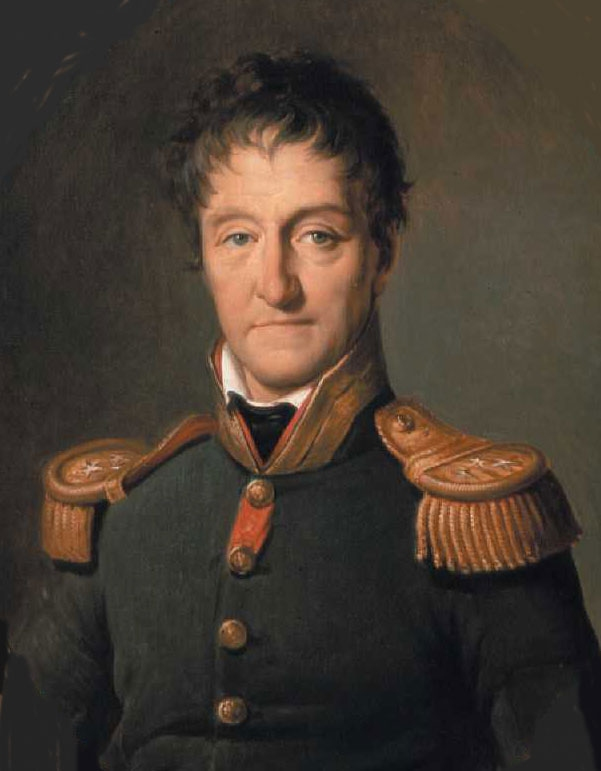
Lazare Nicolas Marguerite Carnot (1753–1823)

- Carnot, Marie Adolphe (1839–1920), französischer Chemiker, Bergbauingenieur und Politiker
- Carnot, Marie François Sadi (1837–1894), französischer PolitikerMarie François Sadi Carnot (1837–1894)

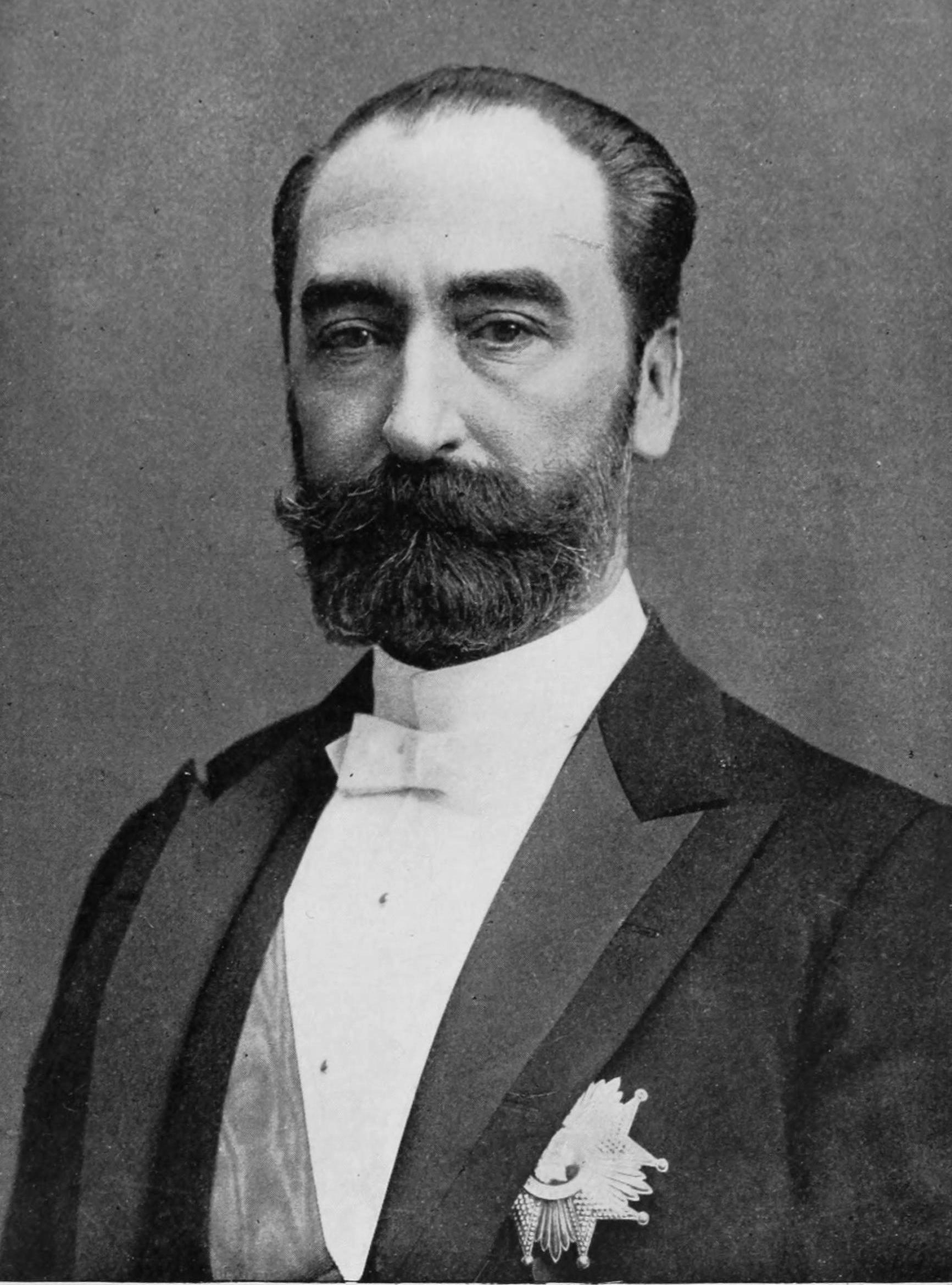
Marie François Sadi Carnot (1837–1894)

- Carnot, Maurus (1865–1935), Schweizer Ordensgeistlicher, Dichter und Lehrer
- Carnot, Nicolas Léonard Sadi (1796–1832), französischer Physiker
- Čarnota, Patrik (* 1986), slowakischer Fußballspieler
- Carnovali, Giovanni (1804–1873), italienischer Maler
- Carnovsky, Morris (1897–1992), US-amerikanischer Schauspieler
- Carnovsky, Ruth French (1906–2003), US-amerikanische Klassische Philologin und Bibliothekarin
- Carnoy, Jean-Baptiste (1836–1899), belgischer Priester und Biologe

### Carns
- Carns, Edmund C. (1844–1895), US-amerikanischer Politiker
- Carns, Michael P. C. (1937–2023), US-amerikanischer Offizier, General der US Air Force

### Carnu
- Carnus, Georges (* 1942), französischer Fußballtorhüter
- Carnuth, Otto (1843–1899), deutscher Altphilologe

### Carnw
- Carnwath, Alison (* 1953), britische Unternehmerin
- Carnwath, James (* 1935), kanadischer Badmintonspieler und -funktionär
- Carnwath, Robert, Lord Carnwath of Notting Hill (* 1945), britischer Jurist